# Kylie Minogue (album)
 Ovo je glavno značenje pojma Kylie Minogue (album). Za album objavljen 1998. godine u Ujedinjenom Kraljevstvu pod nazivom Kylie Minogue pogledajte Impossible Princess.
Kylie Minogue peti je studijski album australske pjevačice Kylie Minogue. Objavljen je 19. rujna 1994. godine. Prvo je objavljen u izdanju diskografskih kuća Deconstruction Records/BMG u većini država svijeta, a u izdanju diskografske Imago Records objavljen je u SAD-u dok je u Australiji i Novom Zelandu objavljen u izdanju diskografske kuće Mushroom.

## O albumu
Kylie Minogue je Minogueino prvo idanje izvan produkcijskog tima Stock Aitken Waterman. U pokušaju da poveća broj svojih obožavatelja i proširi svoj umjetnički rad, uzela je glavnu ulogu u planiranju albuma i potražila određenu grupu ljudi da surađuju s njom. Prvo snimanje bilo je 1993. godine i rezultiralo je dvjema pjesmama snimljenim sa sastavom Saint Etienne i osam pjesama u autorstvu Minogue i The Rapino Brothers. Ali A&R ured od diskografske kuće Deconstruction odlučio je da idu u pogrešnom pravcu, pa je snimljeno 16 novih pjesama – šest s Brothers In Rhythm, četiri s Jimmijem Harrijem, tr s pjevačom i tekstopiscem Gerrijem DeVeauxom, dvije s Petom Heller om i Terrijem Farleyem i jedna s M People, a dvije pjesme snimljene s Rapino Brothers ponovno su snimljene s Brothers In Rhythm. Glazbene recenzije većinom su hvalile Minogue za njen cilj, ali opisali su krajnji rezultat razočaravajućim.
Na omotu albuma Minoguen je htjela prikazati sebe kao ozbiljnu umjetnicu. Dok su promotivni spotovi za album bili više sexy i razgolišaniji, na omotu albuma je crno-bijela fotografija Minogue u konzervativnim hlačama, jakni s velikim naočalama. Takva kombinacija je mnogim kritičarima bila čudan izbor. 
Prema riječima jendog od tekstopisaca i producenata albuma, Stevu Andersonu, prodano je 2 milijuna primjeraka diljem svijeta. According to one of the album's songwriters and producers, Steve Anderson, the album has sold 2 million copies worldwide.
U svibnju 2003. godine, album je ponovno objavljen i obrađen i dodan je bonus disk, uglavnom s remiksevima.

#### "Falling"
Konačna inačica skladbe od Pet Shop Boys ("Falling") koja je pojavljuje na albumu veoma je drugačija od demosnimke koju je sastav dao Minogue, koja je više u stilu njenog ranijeg rada s PWL. Osnova demosnimke zapravo je napušteni remiks Pet Shop Boyseve obrade pjesme "Go West" od The Village People. Ironično, kasnija Minogueina pjesma "Your Disco Needs You" ima velike sličnosti sa zaštitinim pjesmama Pet Shop Boysa poput "Go West" i "A Red Letter Day". Kako god, takve pjesme nisu bile onakve kakve je Minogue htjela objavljivati s Deconstructionom. Originalni demo pjesme "Falling" od Pet Shop Boys (s vokalima od Neila Tennanta) kasnije je bio dostupan kao dio reizdanja od Pet Shop Boysevog albuma Very 2001.  godine.  Pet Shop Boys su kasnije direktno surađivali s Minogue na njihovom albumu  Nightlife, na kojem je ona pjevala u duetu "In Denial" s Tennantom.

### Kanadski omot
"Fie-toi à Moi", inačica pjesme the "Confide in Me" od Franglais, objavljena je kao posebno kanadsko izdanje koje je imalo drugačiji omot.

### Otkazani singlovi
Drugi singl s albuma umjesto "Put Yourself In My Place" trebao je biti "If I Was Your Lover". Pjesma koju je originalno remiksirao Jimmy Harry remiksirana je da dobije urbaniji zvuk. Singl je trebao biti objavljen prvo u SAD-u, a onda u Ujedinjenom Kraljevstvu, ako izdanje u SAD-u bude uspješno. No, nakon što je ugovor s diskografskom kućom u SAD-u propao, objavljivanje singla u Ujedinjenom Kraljevstvu otkazano je.
Pjesma "Time Will Pass You By" je trebala biti objavljena kao zadnji singl s albuma i za nju su napravljeni remiksevi, jedan od njih bio je Paul Masterson Mix. Umjesto ove pjesme objavljena je suradnja s Nickom Caveom, "Where the Wild Roses Grow", što je jedan od Minogueinih najuspješnijih singlova 1990-tih.

## Popis pjesama
| Br. | Skladba                    | Autor                                             | Producent(i)              | Trajanje |
| --- | -------------------------- | ------------------------------------------------- | ------------------------- | -------- |
| 1.  | »Confide in Me«            | Steve Anderson, Dave Seaman, Owain Barton         | Brothers in Rhythm        | 5:51     |
| 2.  | »Surrender«                | Gerry DeVeaux, Charlie Mole                       |                           | 4:25     |
| 3.  | »If I Was Your Lover«      | Jimmy Harry                                       | Jimmy Harry               | 4:45     |
| 4.  | »Where Is the Feeling?«    | Wilf Smarties, Jayn Hanna                         | Brothers in Rhythm        | 6:58     |
| 5.  | »Put Yourself in My Place« | Harry                                             | Jimmy Harry               | 4:54     |
| 6.  | »Dangerous Game«           | Anderson, Seaman                                  | Brothers in Rhythm        | 5:30     |
| 7.  | »Automatic Love«           | Annette Humpe, Kylie Minogue, The Rapino Brothers | Brothers in Rhythm        | 4:45     |
| 8.  | »Where Has the Love Gone?« | Alex Palmer, Julie Stapleton                      | Pete Heller, Terry Farley | 7:46     |
| 9.  | »Falling«                  | Neil Tennant, Chris Lowe                          | Pete Heller, Terry Farley | 6:43     |
| 10. | »Time Will Pass You By«    | Dino Fekaris, Nick Zesses, John Rhys              | M People                  | 5:26     |

### Bonus pjesme
Bonus pjesme na japanskim izdanjima albuma Kylie Minogue:
1. "Love Is Waiting" (albumska inačica) (M. Percy/T. Lever/T. Ackerman) – 4:52
2. "Nothing Can Stop Us" (7" inačica) (B. Stanley/P. Wiggs) – 4:06

Bonus pjesma na kanadskim izdanjima albuma Kylie Minogue:
1. "Confide in Me" (Franglais inačica) (S. Anderson/D. Seaman/O. Barton) – 5:53

### Bonus pjesme na ponovnom izdanju
Sve bonus pjesme koje se pojavljuju na ponovnom izdanju albuma Kylie Minogue.
1. "Dangerous Game" (Dangerous Overture) (S. Anderson/D. Seaman) – 1:20
2. "Confide in Me" (Justin Warfield mix) – 5:27
3. "Put Yourself in My Place" (Dan's Old School mix) – 4:31
4. "Where Is the Feeling?" (akustična inačica) – 4:51
5. "Nothing Can Stop Us" (7" inačica) – 4:06
6. "Love Is Waiting" (nova inačica) – 4:48
7. "Time Will Pass You By" (Paul Masterson mix) – 7:34
8. "Where Is the Feeling?" (West End TKO mix) – 8:11
9. "Falling" (Alternative mix) – 8:40
10. "Confide in Me" (Big Brothers mix) – 10:27
11. "Surrender" (Talking Soul mix) – 4:26
12. "Put Yourself in My Place" (akustična inačica) – 4:46
13. "If You Don't Love Me" (akustična inačica) (P. MacAloon) – 2:10
14. "Confide in Me" (Franglais inačica) – 5:53

- Pjesma "Where the Wild Roses Grow" trebala je biti uključena na ponovno izdanje jer je njen gkazbeni stil sličan stilu albuma i imala je velik komercionalni uspjeh; no zbog problema s autorskim pravima ta ideja je odbačena.

## Neobjavljene pjesme  (u početku)
Pjesma snimljene s Rapino Brothers (sve pjesm anapisali su G. Mallozzi/M. Sabiu/K. Minogue):
- "Aston Martin" – 3:30 procurila na Internet
- "For All I'm Worth" – 4:50  procurila na Internet
- "Gotta Move On" – 3:37 objavljena na Hits+
- "Difficult by Design" – 3:44  objavljena na Hits+
- "Love Is on the Line"  Minogue je dala pjesmu Edyti Górniak koja ju je objavila kao singl
- "Our Lovin' (Light That I Was Looking For)"
- "Living for Your Lovin'"
- "Automatic Love" (originalna inačica) - 3:50 (G. Mallozzi/M. Sabiu/K. Minogue/I. Humpe) procurila na Internet

Pjesma snimljene s Brothers in Rhythm:
- "At the End of the Day"  procurila na Internet 4. svibnja 2010.
- "Love Is on the Line" ponovno snimanje

Pjesma snimljene s Jimmyjem Harryjem:
- "Intuition"
- "The World Needs Love"

Pjesma snimljena s Gerryjem DeVeauxom:
- "No Turning Back"

Pjesma snimljena sa St. Etienne:
- "When Are You Coming Home?"

## Singlovi
| #  | Title                      | Date          |
| -- | -------------------------- | ------------- |
| 1. | " Confide in Me"           | kolovoz 1994. |
| 2. | "Put Yourself in My Place" | studeni 1994. |
| 3. | "Where Is the Feeling?"    | srpanj 1995.  |

### "Confide in Me"
Pjesma "Confide in Me", debitantski singl s albuma, postao je jedan od Minogueinih najuspješnijih singlova, dospijevajući na prvo mjesto u Australiji na četiri tjedna, te drugo mjesto u Ujedinjenom Kraljevstvu. U ovoj dance pjesmi sporog tempa, koju su napisali i producirali Brothers in Rhythm, čuju se Minogueini vokali uz gudačke instrumente i ritmičke zvukove bubnja. 

### "Put Yourself in My Place"
Pjesma "Put Yourself in My Place", objavljena kao drugi singl s albuma, dospjela ja na 11. mjesto u Australiji i Ujedinjenom Kraljevstvu. Pjesma je promovirana popularnim spotom snimljenim pod redateljskom palicom Kiera MsFarlanea. Minogue je u spotu odglumila scenu poput one u klasičnom filmu od Jane Fonde pod imenom "Barbarella" iz 1968. godine.

### "Where Is the Feeling?"
Pjesma "Where Is the Feeling?" postala je treći singl i dospjela je na 16. mjesto u Ujedinjenom Kraljevstvu i 31. mjesto u Australiji. Pjesma je uređena za singl i spot i tako postala jedan od Minogueinih najnekomercionalnijih singlova. U toj uređenoj inačici pjesme izraženiji su njeni šapati i recitacije nego pjevanje. 

## Top ljestvice
| Top ljestvica (1994.)  | Najviša pozicija |
| ---------------------- | ---------------- |
| Australija             | 3                |
| Njemačka               | 78               |
| Japan                  | 54               |
| Švedska                | 39               |
| Švicarska              | 33               |
| Ujedinjeno Kraljevstvo | 4                |

| Država                 | Izdavač(i) | Certifikacija | Prodaja  |
| ---------------------- | ---------- | ------------- | -------- |
| Australija             | ARIA       | platinasta    | 70 000+  |
| Japan                  | RIAJ       | —             | 25 000+  |
| Ujedinjeno Kraljevstvo | BPI        | zlatna        | 100 000+ |

## Impresum
| - Kylie Minogue – glavni vokali - Greg Bone - gitara - Steve Anderson - piano, producent - Brothers in Rhythm - producent, aranžer - Dancin' Danny D - producent, remiksiranje - Gerry DeVeaux - producent, aranžer - Jimmy Harry - producent, aranžer - Pete Heller - producent, inženjer - M People - producent, aranžer - Paul Masterson - producent, remiksiranje - Ronin - producent, remiksiranje - Saint Etienne - producent - Dave Seaman - producent - John Waddell - producent, aranžer - Justin Warfield - producent, remiksiranje | - Will Malone - aranžmenti gudačkih instrumenata - Richard Niles - aranžmenti gudačkih instrumenata, brass arrangement, orchestral arrangements - Andy Bradfield - inženjer - Tim Bran - inženjer, pomoćni producent - Ian Catt - inženjer - Doug DeAngelis - inženjer, mikseta - Terry Farley - inženjer - Paul West - inženjer, mikseta - Gary Wilkinson - inženjer - Paul Wright III - inženjer, mikseta - Niall Flynn – pomoćni inženjer, assistant - Paul Anthony Taylor - programiranje - Tom Parker – konsultant projekta - Katie Grand - stilist - Rankin - fotografija |